# Погоня (мультфильм, 2001)
«Пого́ня» — российский мультипликационный фильм.
Фильм участвовал в информационной программе фестиваля «Суздаль-2002».
Фильм о том, как человечество уничтожает природу. Сокрушается по этому поводу, а затем продолжает уничтожать дальше.

## Создатели
| режиссёр и сценарист      | Виктор Абрамчук                               |
|                           |                                               |
| художник-постановщик      | А. Сидоренко                                  |
| художники-мультипликаторы | Г. Градобоев, Маргарита Рейфман, А. Сидоренко |
| продюсер                  | Олег Урушев                                   |
| композиторы               | С. Низкодуб, Е. Рязанова                      |
| звукооператоры            | А. Золотухин                                  |